# Ando Masahashi
Ando Masahashi è un personaggio del serial televisivo Heroes, interpretato da James Kyson Lee e doppiato da Fabrizio Vidale.
È il miglior amico di Hiro Nakamura, nonché suo collega di lavoro. Inizialmente conduce una stanca e monotona vita a Tokyo, in Giappone, ma in seguito realizzerà i propri sogni d'avventura con Hiro, quando questi scopre la sua abilità di manipolare lo spazio-tempo, rimanendogli sempre accanto.

## Biografia

### Prima stagione - Volume uno: Genesi
Ando fa la sua prima apparizione nella prima puntata della serie, intitolata Genesi, mentre è occupato a lavorare per un'azienda giapponese, la Yamagato Fellowship. A un tratto gli si avvicina l'amico Hiro che dichiara di avere un potere speciale, ma Ando non riesce a farsi persuadere dalle sue parole e lo lascia perdere, continuando, invece di lavorare, a guardare gli spogliarelli di Niki Sanders su Internet. Tuttavia, dopo il lavoro, Hiro e Ando si recano in un bar e quest'ultimo lo sfida ad entrare nel bagno delle donne mediante la sua abilità. Hiro esegue le parole del compagno, ma Ando, comunque, continua a non credere, finché Hiro non salva una bambina in un incidente stradale. Allora si convince della missione del suo compagno e si recherà con lui in America. Dopo essere stati a Las Vegas e conosciuto Charlie, si recano a New York, al Museo di Storia Naturale dove ammirano una katana appartenuta a Takezo Kensei.
Hiro crede che la spada lo aiuterà a recuperare i suoi poteri, inibiti dopo la morte di Charlie e la ruba dalla teca, ma questa si rivela essere una copia fatta da Linderman. Dopodiché nell'appartamento di Isaac, incontrano Simone Deveaux, un'esperta d'arte che ha venduto a Linderman molti quadri di Isaac. Simone consiglia a Hiro di tornare a Las Vegas e incontrare Linderman. Una volta a Las Vegas Ando e Hiro incontrano Hope, che li convince a prendere la sua borsa dalla stanza d'albergo del suo amante violento. Con la forza di volontà di Ando, la coppia irrompe nella stanza fingendosi camerieri. Mentre Hiro consiglia di andare via, Ando lo chiude fuori dalla stanza e continua a cercare la borsa. Trovata questa, accompagna Hope fuori dall'hotel. Qui scopre che la borsa contiene chip rubate al suo amante e viene ferito al braccio in uno scontro a fuoco tra i due. In seguito, Hiro ordina ad Ando di tornare in Giappone, ma quest'ultimo segue comunque Hiro e si fa assumere fra gli addetti alla sicurezza del covo di Linderman e aiuta Hiro a rubare la spada. Hiro si teletrasporta poi con Ando per scappare in una New York distrutta nel futuro, dove incontrano l'Hiro del futuro.
Dopo aver parlato con l'Hiro del futuro, Ando dice a Hiro che per impedire l'esplosione di New York devono uccidere Sylar, rivelandogli che nel futuro morirà nell'esplosione. Ando gli mostra l'immagine del suo cadavere in un fumetto. Dopo che Hiro cerca di uccidere il killer, i due si teletrasportano al sicuro, ma la spada si è spezzata. Cercando di riparare la spada, Hiro incontra suo padre. Ando crede che il signor Nakamura stia cercando di ostacolare la loro missione e, credendo che Hiro tornerà in Giappone, Ando decide di comprare una spada e cercare di uccidere Sylar da solo.
Ando si dirige all'appartamento di Isaac e trova Sylar. Ovviamente, questo è più forte di lui perciò lo scaraventa contro un muro e lo immobilizza grazie alla telecinesi. Ando gli mostra il fumetto e Sylar ride guardando la scena in cui Hiro lo trafigge con la spada e quando sta cominciando a tagliargli il collo, questo si teletrasporta nell'appartamento e, distraendolo, porta via l'amico. I due si teletrasportano nel loro ufficio a Tokio, dove è cominciato il loro viaggio. Hiro promette ad Ando che sarebbe tornato consegnandogli la spada di Kensei e finalmente si teletrasporta davanti a Sylar a New York per ucciderlo.

### Seconda stagione - Volume due: Generazioni
Dopo la partenza per il 1671 di Hiro, Ando torna in America con Kaito Nakamura. Dopo che questo ha ricevuto una foto con un simbolo disegnato col sangue, chiede quindi ad Ando di portargli la spada per potersi difendere da un'eventuale aggressione. Esegue l'ordine, ma al suo ritorno Kaito viene attaccato improvvisamente, precipita dal grattacielo e muore sul colpo. Continua ad avere notizie di Hiro grazie a dei messaggi che questo gli manda dal passato. Quando questo ritorna nel presente, Ando è costretto a dirgli che suo padre è stato ucciso durante la sua assenza.

### Terza stagione

#### Volume tre: Criminali
Anche nella terza stagione Ando dimostra di essere molto utile nonostante non abbia poteri, in quanto sin dalla prima stagione si dimostra meno idealista di Hiro e più pratico. La particolarità è che in una visita che Hiro fa nel futuro per capire le conseguenze del furto della formula, vede se stesso combattere contro Ando e rimanere ucciso in quanto sembra che Ando sia riuscito ad acquisire un potere sintetico molto simile a quello di Elle Bishop. 
Dopo diverse peripezie con l'amico Hiro, la profezia si avvera e grazie ad una formula speciale che trasforma gli esseri umani in soggetti avanzati. Ando otterrà il potere di aumentare enormemente le abilità altrui anche un migliaio di volte: semplicemente toccando Matt riesce ad aumentare la sua telepatia fino a fargli percepire i pensieri di tutta New York, toccando Daphne invece la fa correre così velocemente da farla viaggiare nel tempo, in questo modo salvano proprio Hiro, rimasto bloccato nel passato. 
Dunque la scarica di energia rossa che utilizza per uccidere Hiro nel futuro non è altro che un sovraccarico della sua abilità, che gli permette, anche, di usarla come un'arma mortale.

#### Volume quattro: Fuggitivi
Nel quarto volume le parti dei due giapponesi si sono invertite perché adesso è Ando ad avere i poteri e avendoli acquisiti in segreto è l'unico "heroes" non ricercato dal governo. All'inizio, consapevole che il suo potere dipende da qualcun altro, non ne è entusiasta e rifiuta l'ostinazione dell'amico che lo spinge a diventare un eroe, ma nel momento in cui Hiro viene rapito dai federali, Ando capisce il suo destino e corre a salvarlo.
In seguito i due, seguendo una premonizione di Matt si recheranno in India a impedire un matrimonio e, guidati di Rebel, ricongiungeranno Parkman a suo figlio.
In seguito Ando (che scopre il lato offensivo del suo potere), assieme ad un ri-potenziato Hiro, penetrerà e distruggerà l'edificio 26, per poi riaccompagnare l'amico in patria quando questi incomincia ad avere problemi con il suo rinnovato potere.

### Quarta stagione - Volume cinque: Redenzione
Nella quarta stagione, Ando, assieme all'amico Hiro fonda un centro d'assistenza a pagamento, di cui chiunque si può servire per chiamare uno dei due a risolvere situazioni complicate. Tuttavia nessuno vuole usarlo e la sorella di Hiro, Kimiko si altera non poco per via dell'eccessivo sperpero di denaro. Ando ammette di starci male, poiché innamorato della ragazza fin da giovane, la quale lo tratta da idiota da quando accidentalmente le rovinò il vestito versandoci sopra una granita.
Quando finalmente vengono chiamati per salvare un gattino da un albero, dopo che l'amico Hiro si serve dei suoi poteri nell'impresa ed ha un malore, Ando scopre che gli resta poco tempo da vivere e gli consiglia di cambiare il passato per far sì che non contragga la malattia. Hiro tornato nel passato non se la sente di disilludere il giovane se stesso, e dunque si limita ad impedire che Ando abbia l'incidente con Kimiko. Grazie a questo, Ando e la sorella di Hiro sono ora una coppia.
Più avanti Ando ricomparirà per aiutare l'amico Hiro, che per colpa di Samuel ora non riesce più a coordinare le parole e i pensieri, riuscendo a tradurre ciò che dice nonostante la limitazione infine, si reca ancora una volta all’avventura a fianco del suo amico Hiro per salvare il dottor Suresh. Non senza peripezie i due ci riescono, ed il potere di Ando è indispensabile per risolvere la situazione, dato che stimola elettricamente il cervello dell'amico rimettendolo a posto, permettendogli così di parlare di nuovo correttamente e teletrasportarli tutti al sicuro dai cani della sicurezza dell'ospedale psichiatrico. In seguito tuttavia Hiro ha un collasso e viene ricoverato, e Ando gli rimarrà vicino finché non si riprenderà. Combatterà al fianco di Hiro la battaglia contro Samuel e proprio grazie al suo potere Hiro riuscirà a teletrasportare via tutti i soggetti avanzati del circo togliendo i poteri al circense.

## Poteri e abilità
Ando inizialmente è un normale essere umano e non possiede nessun superpotere, tuttavia riesce ad essere continuamente d'aiuto all'amico Hiro.
Nella terza stagione, dopo che per salvare l'amico disperso nel tempo grazie a Daphne e Matt sottrae la formula del soggetto avanzato e se la inietta, ottiene anche lui un potere, ovvero l'amplificazione delle abilità altrui. Tale abilità gli consente sia di recuperare Hiro dal passato aumentando la velocità di Daphne fino a infrangere quella della luce e viaggiare nel tempo, sia di sovraccaricare le abilità altrui. Ad esempio aumenta la telepatia di Matt fino a provocargli un'emicrania e, nel futuro visitato da Hiro, sempre grazie a questa abilità sovraccarica i poteri dell'amico fino a ucciderlo. Nella seconda parte della terza stagione Ando mostra di poter far fluire l'energia dal suo corpo così da danneggiare chi lo tocca, inoltre può generare scoppi simili a fuochi d'artificio semplicemente avvicinando i palmi delle mani. Più avanti scoprirà che il suo potere non dipende unicamente dagli altri, infatti si scoprirà avere effetti folgoranti sui comuni umani che vengono a contatto con lui, per molti versi ricorda il potere dell'elettrocinesi di Elle Bishop.